# Seznam kartografov
Seznam najbolj znanih kartografov urejen po priimkih.
- Peter Apian (Nemčija, 1495 - 1557)
- Martin Behaim (Nemčija, Portugalska, 1459 - 1507)
- John Cary (Anglija, 1754 - 1835)
- Dicearh (Grčija, okoli 350 pr. n. št. - okoli 285 pr. n. št.)
- Guillaume Henri Dufour (Švica, 1787 - 1875)
- Regnier Gemma Frisius (Nizozemska, Belgija, 1508 - 1555)
- Hekataj Miletski (Grčija-Milet, okoli 550 pr. n. št. - okoli 476 pr. n. št.)
- Al-Idrizi (Maroko, 1100-1165/66, v službi siciljanskega kralja Rogerja II. (Ruggiero))
- Izidor Seviljski (Španija, 560 - 636)
- Peter Kozler (Slovenija, 1824 - 1879)
- Michael Florent van Langren (Belgija, 1598 – 1675)
- Tobias Mayer (Nemčija, 1723 - 1762)
- Gerardus Mercator (Belgija, Nizozemska, 1512 - 1594)
- A. Matthäus Merian (Švica, 1593 - 1650)
- Matthäus Merian (Švica, 1621 - 1687)
- Réginald Outhier (Francija, 1694 - 1774)
- Ptolemaj (Grčija, Egipt, okoli 85 pr. n. št. - okoli 165 pr. n. št.)
- Georg Joachim Lauchen von Retij (Nemčija, 1514 - 1574)
- Georg Matthäus Vischer (Avstrija, 1628 - 1696)
- Godefroy Wendelin (Belgija, 1580 - 1667)